# Arrêt Joncières-Delamarre du 16 février 1863
L'Arrêt Joncières-Delamarre du 16 février 1863 a opposé le journaliste Auguste-Félix de Joncières au quotidien qui l'avait embauché en 1850, La Patrie (Paris), et son propriétaire le banquier Théodore Casimir Delamarre.
Cet arrêt de la Cour de cassation française a ordonné au propriétaire du journal de verser des « dommages-intérêts envers le rédacteur, à raison du préjudice que sa révocation lui ferait éprouver ». Il préfigure le vote par le parlement, 72 ans plus tard, de la Loi Brachard, qui accorde des indemnités spécifiques aux journalistes en cas de licenciement et institue la clause de conscience.

## Le fond de l'affaire
Auguste-Félix de Joncières était depuis onze ans chargé de rédiger dans le journal La Patrie, les articles de politique. En 1861, alors que le journal est au sommet de sa diffusion, avec plus de 35000 exemplaires vendus chaque jour, il y soutint, à propos de la question romaine, une polémique favorable à l'unité de l'Italie et opposée au pouvoir temporel de la papauté. Mais dans le courant de 1862, cette polémique ne convenant plus, il parait, à la ligne politique du journal, le propriétaire de ce journal déclara au journaliste que sa collaboration cessait, lui offrant toutefois, à titre de gratification, une somme égale à un mois de son traitement. 
Le journaliste, trouvant celle offre insuffisante pour la réparation du préjudice que lui faisait éprouver sa révocation, a demandé 3000 francs de dommages-intérêts.
Dans un premier jugement le 26 novembre 1862, rendu par le tribunal civil de la Seine, s’est vu condamner à vers au journaliste la somme de 3000 francs à titre « d'indemnité ». Les attendus du jugement soulignent « qu'aucun reproche n'est adressé àJoncières; qu'aucune faute ne lui est imputée; que sa collaboration au journal la Patrie a duré près de onze ans ; que, pendant ce temps, il a exclusivement suivi la ligne politique de ce journal ; qu'il a dû faire des travaux dans une direction déterminée, et que, par suite, il lui est plus difficile de trouver un emploi analogue avec celui auquel ses études antérieures l'avaient préparé ».